# Jacques Allaire
Pour les articles homonymes, voir Allaire.
Jacques Allaire, né 8 mars 1924 à Malakoff et mort le 4 avril 2022 à Saint-Cyr-sur-Loire, est un colonel français, membre de la Résistance durant la Seconde Guerre mondiale. Il s'est illustré lors de la bataille de Diên Biên Phu où il fut un des grands lieutenants de Bigeard.

## Biographie
Né le 8 mars 1924, il est élevé par son oncle dans le souvenir de son grand-père mort asphyxié par les gaz allemands en 1915, il rêve d'intégrer l'armée mais une jambe bancale conséquence d'une poliomyélite contractée durant son enfance l'empêche de réaliser son rêve. Il devient alors libraire.
En 1944, à vingt ans, il intègre le Maquis dans la Sarthe et participe au sein des FFI à la libération du Mans. Fin 1945, il intègre la prestigieuse 2e division blindée, celle du général Leclerc, malgré son handicap en trichant lors de la visite d’aptitude médicale. Devenu caporal, il se retrouve très vite avec son unité à Saïgon. Il découvre l'Indochine dont il tombe amoureux et épouse une infirmière du corps expéditionnaire. Son handicap l'interdit en première ligne combattante, et le cantonne dans un régiment de transmissions. Atteint d'une forte dysenterie, il est rapatrié en métropole . Une fois rétabli, il trafique son dossier médical pour pouvoir s'engager dans les troupes parachutistes. Il retourne alors une seconde fois en Indochine avec le grade de sous-lieutenant de réserve et se distingue par son ardeur au combat. Après un bref retour en France, il se retrouve dans le Tonkin, sous le commandement de Bigeard.
Il saute deux fois avec son bataillon de parachutistes coloniaux à Ðiện Biên Phủ. La première fois, le 20 novembre 1953 pour s’emparer de la vallée stratégique aux confins du Laos, puis la seconde fois le 16 mars 1954, trois jours après le début de la bataille de Diên Biên Phu, alors que les forces françaises sont très mal engagées. En pleine bataille, il est promu lieutenant et organise la riposte à l'aide de mortiers lourds. Après la bataille, il est captif chez le Việt Minh et n'est libéré qu'en septembre 1954. Il se porte ensuite volontaire en Algérie et sert dans le 8e Régiment parachutiste d’infanterie de marine. Il doit quitter en 1961 le théâtre algérien après la tentative de putsch. Écarté des troupes aéroportées, il est versé, sur sa demande, dans l’aviation légère de l’armée de terre. Il est ensuite nommé chef d’état-major des unités parachutistes du 1er régiment interarmes d’Outre-Mer à Dakar. Il termine sa carrière militaire au Bénin comme conseiller du Président de la République et du ministre de la Défense puis quitte l’armée en 1974.
Retraité, installé à Tours, il témoigne régulièrement de son expérience en Indochine et en Algérie. Il se consacre pendant une quarantaine d'années à l’étude de la péninsule indochinoise, donnant régulièrement des conférences sur ce sujet. Il est le conseiller militaire lors du tournage du film Diên Biên Phu de Pierre Schoendoerffer. Il retourne une dernière fois sur le célèbre site de la bataille en 2018, lorsqu'il accompagne le Premier ministre Édouard Philippe en visite officielle au Viêt Nam.
Il décède le 4 avril 2022 à Saint-Cyr-sur-Loire. Ses funérailles sont célébrées le 6 avril 2022 dans la cathédrale Saint-Louis des Invalides en présence d’Édouard Philippe.

## Décorations
- Grand officier de la Légion d'honneur[1]
- Croix de guerre des Théâtres d'opérations extérieurs (cinq citations)
- Croix de la Valeur militaire (deux citations)
- Croix du combattant volontaire de la guerre de 1939–1945
- Croix du combattant
- Médaille coloniale avec agrafe "Extrême-Orient"
- Médaille de reconnaissance de la Nation
- Médaille commémorative française des opérations du Moyen-Orient
- Médaille commémorative de la guerre 1939–1945
- Médaille commémorative de la campagne d'Indochine
- Médaille commémorative des opérations de sécurité et de maintien de l'ordre
- Insigne des blessés militaires
- Chevalier de l'ordre du Mérite civil Taï